# 亀渕昭信のオールナイトニッポン
『亀渕昭信のオールナイトニッポン』（かめぶちあきのぶのオールナイトニッポン）はニッポン放送のラジオ番組。1969年5月から1973年6月まで放送した。ニッポン放送ディレクター（当時）の亀渕昭信がパーソナリティを務めた。

## パーソナリティ
- 亀渕昭信 （ニッポン放送 制作局制作部ディレクター(当時)）

## 放送時間
- 毎週土曜日 25:00 - 29:00 （日曜未明1:00 - 5:00）※1969年10月18日 - 1972年7月1日

火曜 - 土曜1部（ビバカメショー）
- 毎週火曜日 - 土曜日 25:00 - 27:00 （水曜 - 日曜未明1:00 - 3:00）※1972年7月[2]4日 - 1972年10月21日

月曜 - 土曜1部（ビバカメショー）
- 毎週月曜日 - 土曜日 25:00 - 27:00 （火曜 - 日曜未明1:00 - 3:00）※1972年10月23日 - 1973年6月30日

## エピソード
- 亀渕は非常に早口で、軽快な喋りが特徴であった。北海道夕張郡由仁町出身である亀渕の口癖でトークの合間に「そんでもって・・・」と北海道訛りがよく入るのが特徴だった。
- 1970年1月、ビアフラ戦争とその終結に関する新聞記事などを紹介しながら、ビアフラ（ナイジェリア南東部）の難民が食糧危機により異常な飢餓状態に陥っていることとそれについて国際赤十字が各国に支援を要請していること、一方で日本では古米が余っているということに触れ（きっかけはこれらの記事を亀渕の母親が見て「余った米をビアフラに送ればいいじゃない」と呟いたのを聞いて思い立ったからだったとのこと）、当番組で「来週は僕の番組に曲のリクエスト ハガキはいらないから、ビアフラに沢山の米を送る様に外務大臣に手紙を出して下さい』とリスナーに呼び掛けた。この時、上司に無断での呼び掛けだったことから亀渕は「内心ビビってた」と言うことだったが、その後は約3000通の手紙が外務省に届き、これがきっかけとなり、政府は米約5000トンをビアフラに送ることを決定した。後に外務省を訪れた亀渕と愛知揆一外務大臣（当時）が一緒にVサインをして写真撮影を行った[3][4]。
- 主なコーナー・企画は土曜深夜時代に午前3時過ぎから懐かしいアニメソングを掛ける通称『懐マン』のコーナーなどがあった[5]。その他は『はがき ぶん投げ大作戦』と題して、大量のはがきを投げて、一番遠くへ飛んだはがきの送り主に一万円をプレゼントした[6]。
- 月曜日から土曜日まで放送した『ビバカメショー』について、亀渕は『番組は楽しかったけど、体力的にきつかった』と語っている[7]。
- 名古屋のCBCラジオは同局労組の深夜労働への反発の煽りを受け終了した『CBCビップ・ヤング』の後番組として、当番組から『オールナイトニッポン』のネット受けを開始した。
- CM前後のジングルには「ビバーヤング、パヤパヤ」の他に「オールナーイトニーッポン、カーメー」「オールナーイトニーッポン、カメカメカメー」（いずれもスリー・グレイセス）が用いられた。
- 1973年当時、デビューして 1年半のあのねのねをゲストに招き、あのねのねがオールナイトニッポンのパーソナリティを後に務めるきっかけを作った。

## 復活
2006年5月14日、特別番組「亀渕昭信のオールナイトニッポン 35年目のリクエスト 青春のかけら届けます」として復活。放送時間は23:20 - 24:30。放送内容は亀渕のオールナイトニッポンを聴いていた当時のリスナー（2006年の時点での年齢は50代、60代）で番組に葉書を寄せた200通のうち、数名の自宅、勤務先等に亀渕が伺い、オールナイトの思い出話とエピソードを語ってもらうというもの。放送後の11月15日、本放送をまとめた書籍『亀渕昭信のオールナイトニッポン35年目のリクエスト〜あの日の手紙とどけます〜』が白泉社から発売された。

### 特別番組時のネット局

#### 同時ネット局
STVラジオと西日本放送を除く各局はヤンキー先生!義家弘介の夢は逃げていかない」のネット局である。
- STVラジオ[8]
- IBC岩手放送
- 山形放送
- 信越放送
- 中国放送
- 西日本放送
- 長崎放送
- 大分放送

#### 時差ネット局
- 北日本放送
- 福井放送
- 山陽放送
- 山口放送
- 南海放送
- 九州朝日放送
- 宮崎放送
- ラジオ沖縄

2013年2月23日にオールナイトニッポン45時間スペシャルで、「亀渕昭信のオールナイトニッポン」として復活。放送時間は5:00 
- 7:00。
亀渕は「オールナイトニッポンを担当するのは40年振りだ」と語っていたが、前述の通り、2006年にオールナイトニッポンのパーソナリティを行っていることから、実際は約7年振りが正しい。
当日は生放送で、亀渕は、かつてのオールナイトニッポンのコンセプト（君が踊り…）の誕生秘話など、番組の歴史が多く語られた。